# سو جونز
سو جونز (بالإنجليزية: Sue Jones)‏ هي ممثلة أسترالية، ولدت في 1901 في المملكة المتحدة.

## وصلات خارجية
- سو جونز على موقع IMDb (الإنجليزية)
- سو جونز على موقع قاعدة بيانات الفيلم (الإنجليزية)